# Artibonita
Artibonita (em francês: Artibonite; em crioulo haitiano: Latibonit) é um departamento do Haiti. Sua capital é a cidade de Gonaïves. Possui 4 887 quilômetros quadrados e segundo censo de 2009, havia 1 571 020 habitantes.